# Ellipes guyanensis
Ellipes guyanensis is een rechtvleugelig insect uit de familie Tridactylidae. De wetenschappelijke naam van deze soort is voor het eerst geldig gepubliceerd in 1935 door Salfi.